# Acanthacris elgonensis
Acanthacris elgonensis är en insektsart som beskrevs av Sjöstedt 1932. Acanthacris elgonensis ingår i släktet Acanthacris och familjen gräshoppor. Inga underarter finns listade i Catalogue of Life.